# Elezioni parlamentari in Belgio del 1978
Le elezioni parlamentari in Belgio del 1978 si tennero il 17 dicembre per il rinnovo del Parlamento federale (Camera dei rappresentanti e Senato). In seguito all'esito elettorale, Wilfried Martens, espressione del Partito Popolare Cristiano, divenne Primo ministro; nel marzo 1981 fu sostituito da Mark Eyskens, esponente dello stesso partito.

## Risultati

### Camera dei rappresentanti
| Liste                                                   | Voti      | %     | Seggi |
| ------------------------------------------------------- | --------- | ----- | ----- |
| Partito Popolare Cristiano                              | 1 447 112 | 26,14 | 57    |
| Partito Socialista Belga                                | 1 405 074 | 25,38 | 58    |
| Partito per la Libertà e il Progresso                   | 573 387   | 10,36 | 22    |
| Partito Social-Cristiano                                | 516 210   | 9,33  | 23    |
| Unione Popolare                                         | 388 762   | 7,02  | 14    |
| Partito delle Riforme e della Libertà di Vallonia       | 256 685   | 4,64  | 15    |
| Fronte Democratico dei Francofoni                       | 235 105   | 4,25  | 11    |
| Partito Comunista del Belgio                            | 180 234   | 3,26  | 4     |
| Raggruppamento Vallone                                  | 158 560   | 2,86  | 4     |
| Blocco Fiammingo                                        | 75 635    | 1,37  | 1     |
| Unione Democratica per il Rispetto del Lavoro           | 48 616    | 0,88  | 1     |
| PSC - CSP                                               | 44 230    | 0,80  | 2     |
| Tutto il Potere agli Operai (AMADA/TPO)                 | 43 483    | 0,79  | –     |
| PL                                                      | 41 460    | 0,75  | –     |
| Partito delle Riforme e della Libertà di Vallonia - PRF | 31 280    | 0,57  | –     |
| Ecolo                                                   | 21 224    | 0,38  | –     |
| Partito Liberale Vallone                                | 9 861     | 0,18  | –     |
| Partito dei Belgi Germanofoni                           | 9 032     | 0,16  | –     |
| Lega Rivoluzionaria dei Lavoratori (LRT/RAL)            | 8 980     | 0,16  | –     |
| Ecolog                                                  | 8 360     | 0,15  | –     |
| Agalev                                                  | 5 556     | 0,10  | –     |
| Altri <0,10%                                            | 26 785    | 0,48  | –     |
| Totale                                                  | 5 535 631 | 100   | 212   |

#### Riepilogo dei partiti presenti in liste diversamente denominate
| PSB/BSP          | PSB/BSP   |
| Sigla            | Voti      |
| ---------------- | --------- |
| BSP              | 684.976   |
| PSB              | 659.158   |
| BSP/PSB          | 30.718    |
| PSB (Luxembourg) | 30.222    |
| Totale           | 1.405.074 |

| RW              | RW      |
| Sigla           | Voti    |
| --------------- | ------- |
| RW              | 128.153 |
| RW (Luxembourg) | 6.493   |
| RW (Nivelles)   | 23.914  |
| Totale          | 158.560 |

| PCB/KPB | PCB/KPB |
| Sigla   | Voti    |
| ------- | ------- |
| PCB     | 96.215  |
| KPB     | 56.716  |
| PCB/KPB | 27.303  |
| Totale  | 180.234 |

| UDRT/RAD | UDRT/RAD |
| Sigla    | Voti     |
| -------- | -------- |
| UDRT     | 22.977   |
| UDRT/RAD | 21.984   |
| RAD      | 3.655    |
| Totale   | 48.616   |

| AMADA/TPO | AMADA/TPO |
| Sigla     | Voti      |
| --------- | --------- |
| AMADA     | 39.225    |
| TPO       | 4.258     |
| Totale    | 43.483    |

| LRT/RAL | LRT/RAL |
| Sigla   | Voti    |
| ------- | ------- |
| RAL     | 6.383   |
| LRT     | 2.597   |
| Totale  | 8.980   |

1. ↑  Il sito istituzionale accorpa i risultati di questa lista al PSB (totale 689.876 voti)
2. ↑  Il sito istituzionale accorpa i voti ottenuti da RW nell'arrondissement di Nivelles a quelli ottenuti da FDF negli arrondissement di Bruxelles e di Louvain (235.105 voti) e attribuisce così ad una lista FDF-RW 259.019 voti
3. ↑  Il sito istituzionale omette i risultati di questa lista, ma il totale dei voti validi tiene conto dei voti da essa conseguiti

#### Gruppi di liste
- Accorpamenti effettuati dal sito istituzionale (non riscontrati nei risultati ufficiali)

| PSC                | PSC     |
| Sigla              | Voti    |
| ------------------ | ------- |
| PSC                | 516.210 |
| PSC-CSP (Verviers) | 44.230  |
| Totale             | 560.440 |

| FDF-RW        | FDF-RW  |
| Sigla         | Voti    |
| ------------- | ------- |
| FDF           | 235.105 |
| RW (Nivelles) | 23.914  |
| Totale        | 259.019 |

### Senato
| Liste                                                   | Voti      | %     | Seggi |
| ------------------------------------------------------- | --------- | ----- | ----- |
| Partito Popolare Cristiano                              | 1 420 777 | 25,93 | 29    |
| Partito Socialista Belga                                | 1 394 920 | 25,46 | 31    |
| Partito per la Libertà e il Progresso                   | 572 535   | 10,45 | 11    |
| Partito Social-Cristiano                                | 491 703   | 8,97  | 11    |
| Unione Popolare                                         | 384 562   | 7,02  | 7     |
| Partito delle Riforme e della Libertà di Vallonia       | 254 149   | 4,64  | 4     |
| Fronte Democratico dei Francofoni                       | 242 778   | 4,43  | 6     |
| Partito Comunista del Belgio                            | 182 711   | 3,33  | 1     |
| Raggruppamento Vallone                                  | 154 388   | 2,82  | 3     |
| Blocco Fiammingo                                        | 80 809    | 1,47  | –     |
| Unione Democratica per il Rispetto del Lavoro           | 51 571    | 0,94  | –     |
| PL                                                      | 47 413    | 0,87  | 1     |
| Tutto il Potere agli Operai (AMADA/TPO)                 | 44 379    | 0,81  | –     |
| PSC - CSP                                               | 44 236    | 0,81  | 1     |
| Partito delle Riforme e della Libertà di Vallonia - PRF | 27 803    | 0,51  | 1     |
| Ecolo                                                   | 21 289    | 0,39  | –     |
| Partito dei Belgi Germanofoni                           | 11 148    | 0,20  | –     |
| Partito Liberale Vallone                                | 11 081    | 0,20  | –     |
| Ecolog                                                  | 10 817    | 0,20  | –     |
| Agalev                                                  | 7 047     | 0,13  | –     |
| Lega Rivoluzionaria dei Lavoratori (LRT/RAL)            | 3 744     | 0,07  | –     |
| Altri                                                   | 19 386    | 0,35  | –     |
| Totale                                                  | 5 479 246 | 100   | 106   |

#### Riepilogo dei partiti presenti in liste diversamente denominate
| PSB/BSP          | PSB/BSP   |
| Sigla            | Voti      |
| ---------------- | --------- |
| PSB              | 685.175   |
| BSP              | 678.776   |
| PSB (Luxembourg) | 30.969    |
| Totale           | 1.394.920 |

| RW              | RW      |
| Sigla           | Voti    |
| --------------- | ------- |
| RW              | 123.794 |
| RW (Luxembourg) | 6.659   |
| RW (Nivelles)   | 23.935  |
| Totale          | 154.388 |

| PCB/KPB | PCB/KPB |
| Sigla   | Voti    |
| ------- | ------- |
| PCB     | 98.866  |
| KPB     | 60.295  |
| PCB/KPB | 23.550  |
| Totale  | 182.711 |

| UDRT/RAD | UDRT/RAD |
| Sigla    | Voti     |
| -------- | -------- |
| UDRT     | 23.589   |
| UDRT/RAD | 20.329   |
| RAD      | 7.653    |
| Totale   | 51.571   |

| AMADA/TPO | AMADA/TPO |
| Sigla     | Voti      |
| --------- | --------- |
| AMADA     | 39.665    |
| TPO       | 4.128     |
| AMADA/TPO | 586       |
| Totale    | 44.379    |

| LRT/RAL | LRT/RAL |
| Sigla   | Voti    |
| ------- | ------- |
| RAL     | 2.515   |
| LRT     | 1.229   |
| Totale  | 3.744   |

1. 1 2  Il sito istituzionale indica 685.307 voti (+132) per il PSB  e 30.837 (-132) per il PSB (Luxembourg)
2. ↑  Il sito istituzionale accorpa i voti ottenuti da RW nell'arrondissement di Nivelles a quelli ottenuti da FDF negli arrondissement di Bruxelles-Hal-Vilvorde e di Louvain (242.778 voti) e attribuisce così ad una lista FDF-RW 266.713 voti

#### Gruppi di liste
- Accorpamenti effettuati dal sito istituzionale (non riscontrati nei risultati ufficiali)

| PSC                | PSC     |
| Sigla              | Voti    |
| ------------------ | ------- |
| PSC                | 491.703 |
| PSC-CSP (Verviers) | 44.236  |
| Totale             | 535.939 |

| PRLW-PL  | PRLW-PL |
| Sigla    | Voti    |
| -------- | ------- |
| PRLW     | 254.149 |
| PL       | 47.413  |
| PRLW-PRF | 27.803  |
| LP       | 790     |
| Totale   | 330.155 |

| FDF-RW        | FDF-RW  |
| Sigla         | Voti    |
| ------------- | ------- |
| FDF           | 242.778 |
| RW (Nivelles) | 23.935  |
| Totale        | 266.713 |

| Ecolo  | Ecolo  |
| Sigla  | Voti   |
| ------ | ------ |
| Ecolo  | 21.289 |
| Ecolog | 10.817 |
| Agalev | 7.047  |
| Groen  | 1.841  |
| PF-ECO | 1.505  |
| PVCM   | 1.384  |
| Totale | 43.883 |